# Дуга-Рієка
46°11′ пн. ш. 16°35′ сх. д. / 46.18° пн. ш. 16.58° сх. д.
Дуга-Рієка (хорв. Duga Rijeka) — населений пункт у Хорватії, у Копривницько-Крижевецькій жупанії у складі громади Расіня.

## Населення
Населення за даними перепису 2011 року становило 141 осіб.
Динаміка чисельності населення поселення: